# Verre ardent

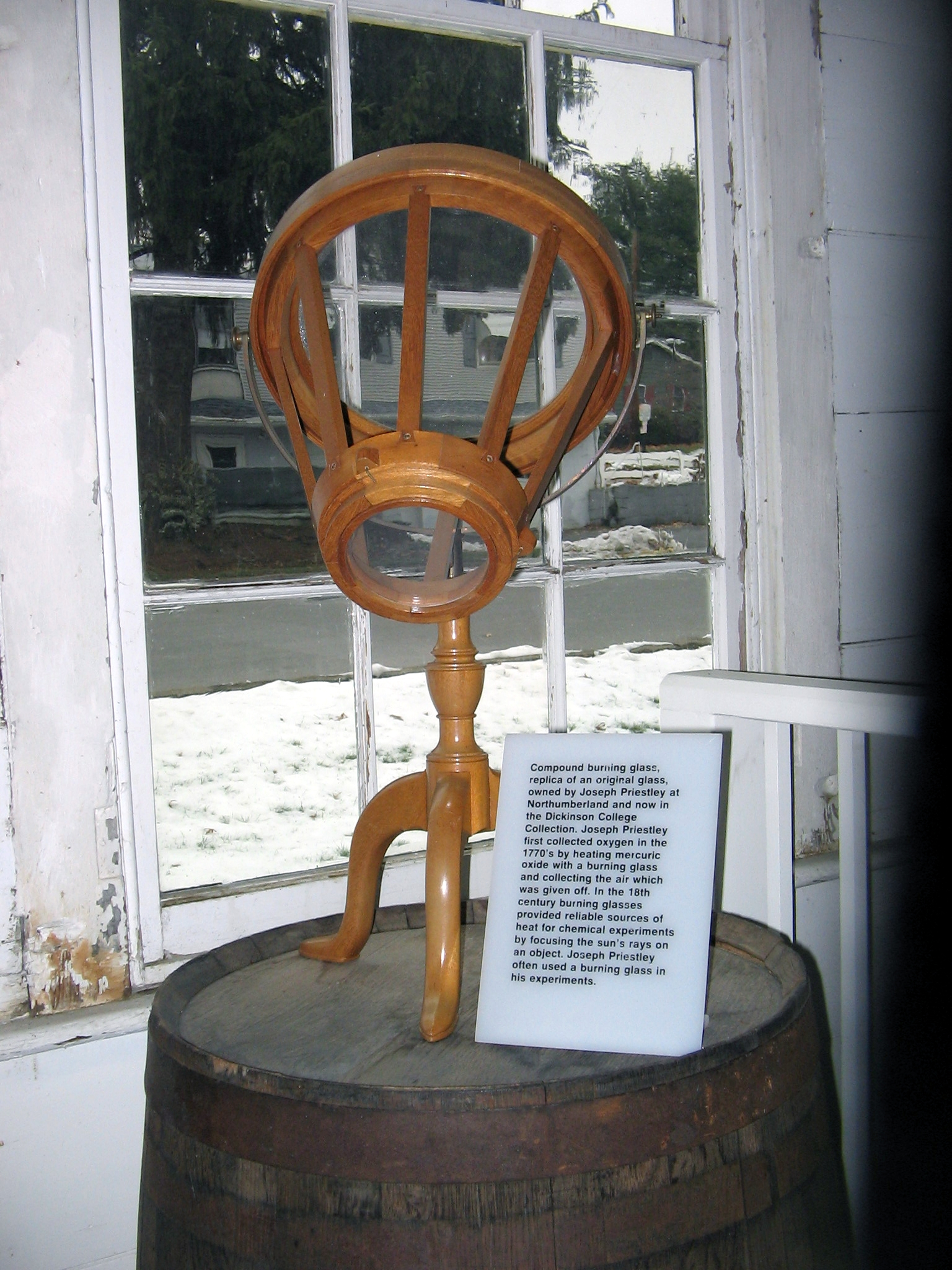
Réplique (à échelle réduite) du verre ardent utilisé par Joseph Priestley pour la découverte de l'oxygène, exposé dans le laboratoire de la Joseph Priestley House aux États-Unis.

Un verre ardent (en latin : lens caustica) est une grande lentille convexe qui permet de concentrer les rayons du soleil sur une petite surface, la chauffant et provoquant sa combustion. Les verres ardents étaient utilisés au XVIIIe siècle pour étudier la combustion de certains matériaux et analyser les gaz qui étaient émis. On utilisait également des miroirs ardents pour obtenir un résultat similaire au moyen de surfaces réfléchissantes afin de concentrer la lumière du soleil sur un point.

## Histoire
La technologie des verres ardents est connue depuis l'antiquité. Des vases remplis d'eau étaient alors utilisés pour allumer un feu. Des verres ardents étaient utilisés pour cautériser des blessures et pour allumer les feux sacrés dans les temples. Plutarque fait référence à un miroir ardent, composé de miroirs métalliques triangulaires, installé dans le temple des vestales. Aristophane mentionne les verres ardents au IVe siècle av. J.-C. dans sa pièce Les Nuées.
On dit qu'Archimède, le célèbre mathématicien, a utilisé un verre ardent (ou, plus vraisemblablement, un grand nombre de miroirs hexagonaux) comme arme en 212 av. J.-C., lorsque Syracuse fut assiégée par Marcus Claudius Marcellus. La flotte romaine aurait été incendiée, mais finalement la ville fut prise, et Archimède tué. 
La légende d'Archimède a donné lieu à de nombreuses recherches sur les verres et miroirs ardents, jusqu'à la fin du XVIIe siècle. Ils furent fabriqués avec succès par Proclos (Ve siècle) (qui, grâce à eux, aurait détruit la flotte de Vitellius assiégeant Constantinople), Anthemius de Tralles (VIe siècle), Ibn Sahl, dans son Des miroirs et verres ardents (Xe siècle), Alhazen dans son Traité d'optique (1021), Roger Bacon (XIIIe siècle), Giambattista della Porta et ses amis (XVIe siècle), Athanasius Kircher et Gaspar Schott (XVIIe siècle), le Comte de Buffon à Paris en 1740. Ces recréations montrent la plausibilité de la réalisation d'Archimède.

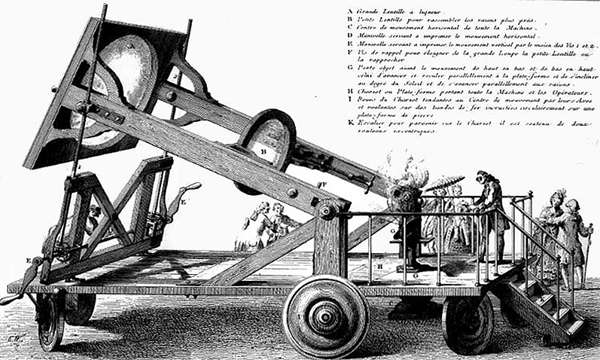
Les lentilles ardentes de Lavoisier